# Dooo It!
Dooo It!  è un brano musicale della cantante statunitense Miley Cyrus, prima traccia del suo quinto album in studio Miley Cyrus & Her Dead Petz.

## Il brano
Il brano e l'intero album sono stati presentati direttamente il 30 agosto durante gli MTV Video Music Awards 2015. Miley, infatti, si è esibita cantando dal vivo la canzone.

## Videoclip
Il video è stato pubblicato direttamente il 1º settembre da Miley Cyrus. Si apre con l'immagine di uno strano liquido denso e glitterato che le esce dalla bocca e che lei si spalma sul volto, poi se ne aggiunge un secondo più simile al caramello, per di più condito da zuccherini colorati.

## Classifiche
| Classifica (2015) | Posizione massima |
| ----------------- | ----------------- |
| Canada            | 60                |